# Michele Mitchell
Michele Anne Mitchell (Phoenix, 10 gennaio 1962) è un'ex tuffatrice statunitense.

## Biografia
È nata a Phoenix nello Stato federato dell'Arizona.
Ha rappresentato gli Stati Uniti d'America ai Giochi olimpici di Los Angeles 1984, vincendo la medaglia d'argento nel concorso dei tuffi dalla piattaforma 10 metri. In finale è stata battuta dalla cinese Zhou Jihong per soli 4,32 punti.
Ai Giochi panamericani di Indianapolis 1987 ha ottenuto l'oro nella piattaforma 10 metri, concludendo avanti alla canadese Wendy Fuller, argento, e all'argentina Verónica G. Ribot de Cañales, bronzo.
Nel 1988 ai Giochi olimpici di Seul 1988, ha vinto nuovamente la medaglia d'argento nella piattaforma 10 metri. Ancora una volta è stata battuta da un'atleta cinese, Xu Yanmei.
Nel 1995 è stata inclusa nell'International Swimming Hall of Fame.
Si è sposata con il tuffatore messicano José Luis Rocha, dal quale ha divorziato nel 2006. Con Rocha ha avuto due figlie Ariana e Dakota.

## Palmares
- Giochi olimpici

Los Angeles 1984: argento nella piattaforma 10 m.
Seul 1988: argento nella piattaforma 10 m.
- Giochi panamericani

Caracas 1983: oro nella piattaforma 10 m.;
- Vincitrice della Coppa del Mondo della piattaforma 10 m nel 1985